# ضالوشام
ولدت القديسة ضالوشام في مدينة أخميم بمصر في أواخر القرن الثاني في أسرة فقيره مسيحية. لاب اسمه موسى وأم اسمها ياشمانوفا ولهما ابن شاب اسمه باخوم ويبلغ من العمر ثمانى عشر سنه.
مات الأب تاركا الأسرة لترعاها زوجته التي انجبت هذه الطفلة التي أطلقوا عليها ضالوشام، وكان الابن باخوم يعمل ويكد من أجل قوت الأسرة بعد رحيل أبيه وكانت الأسرة مواظبه على الكنيسة، فتشربت ضالوشام الحياة الدينية منذ نعومة اظافرها.
وقد أعلن الإمبراطور دقلديانوس منشورا أمر فيه بحرق الكنائس وهدمها. وحرق الكتب الخاصة بالمسيحيين وتعذيب كل من يعترف باسم المسيح ثم من لم يرجع تقطع رقبته بحد السيف. قابل جنوده الشاب باخوم فأعترف بأنه مسيحي. فربطوا رأسه بحجر كبير حول رقبته وجروه وقالوا في استهزاء ان كان الهك قوى فليخلصك من هذا العذاب. اما باخوم فأخذ يصلى لكى يثبته الرب في الايمان، فلما سمعت والدته واخته الصغيرة البالغة من العمر ثمانى سنوات ذهبن إلى الوالى لكى يعترفن كلهن معا.

## امام الوالى
فلما وصل الجنود امام الوالى تم فك الحجر من باخوم ووقف امام الوالى وكذلك كانت والدته وأخته قد وصلتا فأغراهم بالمال فرفضوا فأمر الوالى بضرب باخوم بسياط البقر حتى سقط على الأرض مثل ميت.

## ايمان الطفلة ضالوشام
فلما رأت الطفلة الصغيرة ضالوشام ما حدث لأخيها للحال اعترفت وقالت للوالى انا مسيحية.
فهددها الوالى وقال لها محذرا انه سيفعل بها مثلما فعل بأخيها. وأخذ يغريها بالمال وبأحضار ملابس غالية الثمن عوضا عن الملابس والخرق الباليه التي على جسدها فرفضت وقالت له ان يسوع هو سترة جسدى متشبهه به عندما كان مقمطا بخرق في مزود البقر فتعجب الوالى لشجاعة هذه الطفلة واشتعل غيظا وامر الجنود بضربها مثل أخيها بدون شفقه أو رحمه فوقعت على الأرض فاقدة الوعى وللحال اضئ المكان بنور سماوى واذ برئيس جند الرب ميخائيل يقف وسطهم ويرشمهم بعلامة الصليب المقدسة وشفاهم من كل جراحاتهم.
فلما رأها الوالى بدون أي جروح اندهش وتعجب وقال لهما في مكر شديد ان الهته قد وقفت بجانبهما والآن خذا هذه الثياب الجميلة وقدما بخور للالهه لكى تغفر لكما فرفضوا وللحال أمر الوالى بوضع جمر نار على صدر ضالوشام وكذلك تحت جنبها بدون رحمه حتى تحترق من شدة النار واكملوا هذا العمل بتقيدها بسلاسل حديديه والقوها في وعاء كبير به ماء مغلى وتحته نار مشتعله. كذلك الشاب باخوم استخدموا ضده عذابات كثيره ولكن ملاك الرب انقذهما وهما يسبحان الله. وأخيرا أمر الوالى بضربهما بحد السيف وقطع رقابهما ونالا الشهادة فأمن بهما جموع غفيره من الشعب.

## مواضيع مرتبطة
- أقباط
- تاريخ مصر المسيحية
- معهد الدراسات القبطية
- كنيسة قبطية أرثوذكسية